# Maths (deadmau5)
Maths è un singolo realizzato dal produttore discografico canadese deadmau5, primo estratto dal sesto album in studio di Zimmerman > album title goes here <.
Il singolo si è posizionato #20 nella classifica Dance/Electronic Digital Songs di Billboard.

## Origine
Originariamente pensata per essere la dodicesima traccia del suo quinto album in studio, 4x4=12, mai inclusa perché Zimmerman non era in grado di finirla in tempo. Successivamente è apparso in un video su YouTube intitolato drowned rat, che mostrava Zimmerman su uno scooter acquatico nel lago Ontario, registrato tramite una telecamera del casco. È stato caricato il 1 giugno 2011 e ha ottenuto grande popolarità dopo essere stato caricato.

## Videoclip
Il videoclip del singolo è stato rilasciato il 23 febbraio 2012. Il video consiste in una scheda che mostra un ciclo di vari simboli ed espressioni matematiche. Il testo cambia in tutto il video, anche se spesso vengono visualizzate cose ricorrenti come __MATHS___, _DEADMAU5_ e > <> <> <. Zimmerman in seguito ha spiegato su un post di Facebook che il video è effettivamente non ufficiale, e che "qualcuno dell'etichetta lo ha semplicemente pubblicato senza l'approvazione di nessuno".

## Tracce
1. Maths

Remix contenuti in 5 years of mau5
1. Maths (Botnek Remix)
2. Maths (Cobra Effect Remix)